# Terremoto de Afganistán de abril de 2009
El Terremoto de Afganistán de abril de 2009 fue de 5,2 en la escala de magnitud de momento, que se produjo en el este de Afganistán el 17 de abril de 2009, 01:57 hora local (21:27 GMT del 16 de abril). El terremoto fue seguido más de dos horas después, a las 04:22, por una réplica de 5,1 en la escala de magnitud del momento. Los terremotos ocurrieron cerca de 90 km al este de Kabul, cerca de la frontera con Pakistán. Un representante del gobierno dijo a la AP que los terremotos mataron a 19 personas, dejando 51 heridos y destruyendo 100 viviendas.